# Delia endorsina
Delia endorsina är en tvåvingeart som beskrevs av Ackland 2008. Delia endorsina ingår i släktet Delia och familjen blomsterflugor.
Artens utbredningsområde är Malawi. Inga underarter finns listade i Catalogue of Life.